# Talaat Harb
Pour les articles homonymes, voir Harb.
Talaat Harb (طلعت حرب )  ou Talaat pacha Harb (né le 25 novembre 1867 - décédé le 23 août 1941) est un économiste égyptien et le fondateur de la Banque Misr en mai 1920.
La fondation de la Banque Misr, la première banque égyptienne, dont les actionnaires et les membres sont de nationalité égyptienne et où la langue arabe est utilisée en permanence, est une étape majeure dans la détermination d'une identité économique nationale en Égypte.
Cette idée émerge d'abord en 1907 quand Talaat Harb, alors industriel connu pour ses sympathies nationalistes, publie un ouvrage appelant à la création d'une banque nationale dont les financements seraient d'origine égyptienne. Il met le doigt sur les investissements étrangers, effectués selon lui contre les intérêts du pays. Talaat Harb continue à plaider en faveur de cette création à chaque fois que l'occasion lui est donnée, avec une infatigable détermination. En 1911, il publie un second ouvrage intitulé La Réforme économique égyptienne et le projet d'une banque nationale, où il expose ses vues économiques pour l'Égypte. Il crée également plusieurs usines de coton et la compagnie aérienne EgyptAir, et il investit dans le domaine culturel en finançant les studios Misr, au rôle déterminant dans l'industrie cinématographique nationale,,.